# Corinthian Colleges
Corinthian Colleges est une entreprise américaine spécialisée dans l'enseignement supérieur. Elle enseigne à 45 000 étudiants dans 130 établissements.

## Histoire
En juillet 2014, le Bureau américain de protection des consommateurs ouvre une enquête, qui montre par la suite des coûts d'inscription bien trop élevés pour l'enseignement fournit, au point d'inciter les étudiants à contracter des prêts mis en place par Corinthian Colleges, prêt ayant eux-mêmes des taux très élevés. L'enquête met en avant également des fausses embauches pour faire augmenter les chiffres d'insertion professionnelles de Corinthian Colleges.
En avril 2015, Corinthian Colleges est condamnée par le département de l'Éducation des États-Unis a une amende 30 millions de dollars pour avoir payé des agences d'intérim dans le but qu'elles embauchent ses anciens étudiants pour faire augmenter ses statistiques d'insertion professionnelles. 
En juin 2015, le département de l'Éducation des États-Unis annonce l'ouverture d'une procédure d'annulation de dettes des étudiants de Corinthian Colleges contractées auprès des autorités fédérales, procédure qui pourrait concerner au maximum près de 350 000 personnes, pour un coût qui pourrait être au maximum de 3,5 milliards de dollars, si toutes les personnes concernées étaient prises en charge par la procédure.
En mars 2016, Corinthian Colleges, qui est alors déjà en faillite, est condamné par la cour suprême de Californie à payer 1,1 milliard de dollars pour publicité mensongère envers les étudiants et les investisseurs, ainsi que diverses pratiques tel que des pratiques illégales de recouvrement de paiement, d'utilisation de logo protégé, d'annonce de services non délivrés, etc.,.